# Salix okamotoana
Salix okamotoana är en videväxtart som beskrevs av Gen-Iti Koidzumi. Salix okamotoana ingår i släktet viden, och familjen videväxter. Inga underarter finns listade i Catalogue of Life.